# Coral-baba-de-boi
Conhecido no Brasil como coral-baba-de-boi (Palythoa caribaeorum) é uma espécie de zoantídeo do gênero Palythoa.

## Descrição
As vezes são confundidos como anêmonas, vivem em grandes colonias e são fáceis de se identificar, possuem uma coloração que vai do amarelo alaranjado até o marrom, durante a maré baixa eles podem ficar expostos fora da água. Quando isso ocorre, eles secretam uma grande quantidade de muco, para evitar a desidratação, por isso são conhecidos como coral-baba-de-boi.

## Distribuição
Podem ser encontrados na América do Sul, Mar do Caribe, Golfo do México e Brasil. Há relatos de avistamentos em Cabo Verde.

## Palitoxina
Esta toxina pode entrar no sangue através de cortes nas mãos, braços, arranhões, pela respiração do vapor através da boca ou nariz, os olhos, diz-se também que é possível entrar pelo ouvido.
A palitoxina é considerada mais potente que se conhece até hoje em biologia marinha. Essa toxina é estudada em bioquímica devido sua grande versatilidade.
Em caso de acidente, pedir urgentemente para alguém levar você a um hospital mais próximo e citar o nome palitoxina, para uma rápida solução do problema.

## Habitat
São encontrados em áreas com diferentes graus de hidrodinamismo, pode estar entre 2 e 7 metros de profundidade. É uma espécie abundante em costões rochosos.

## Alimentação
Dentro de seus tecidos existem grandes quantidades de microalgas simbióticas chamadas zooxantelas, ambos os organismos se beneficiam dessa relação. As algas fazem fotossíntese produzindo oxigênio e açucares que são aproveitados pelos corais.  As zooxantelas por sua vez, aproveitam os resíduos eliminados pelo coral (especialmente fósforo e nitrogênio). Também se alimentam de plâncton.

## Predadores
Por ser um zoantídeo venenoso, não possui quase nenhum predador. Mas em 2016, foi descoberto no sul do Brasil a predação da tartaruga-verde (Chelonia mydas), sendo o primeiro predador registrado.